# Giancarlo Bartolini Salimbeni

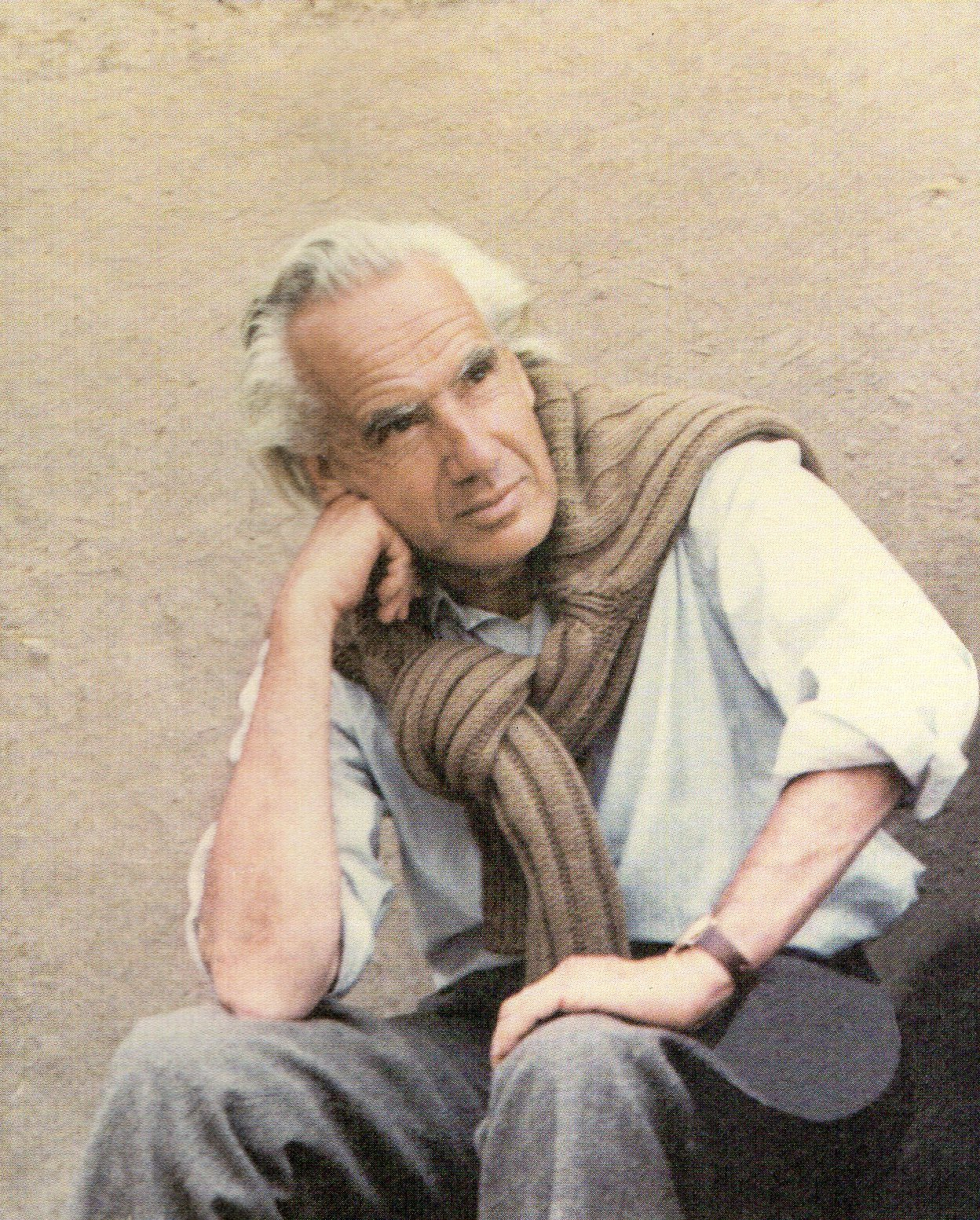
Giancarlo Bartolini Salimbeni negli anni novanta

Giancarlo Bartolini Salimbeni (Firenze, 4 novembre 1916 – Roma, 17 gennaio 2000) è stato uno scenografo e costumista italiano.

## Biografia
Giancarlo Bartolini Salimbeni compì gli studi formativi fino alla laurea in Giurisprudenza (1940), anche se, già dall'infanzia, il suo interesse prevalente era andato rivolgendosi verso il disegno e la pittura.
Ancora studente realizzò scene e costumi per il teatro universitario del capoluogo toscano, lavorando contemporaneamente come illustratore di libri e periodici per ragazzi, con le principali case editrici del settore: Marzocco, Vallecchi, Bompiani.
Negli anni cinquanta cominciò a prendere contatti con il mondo del cinema, trasferendosi a Roma e finendo per creare scenografie e costumi di decine e decine di film, alcuni dei quali fanno parte della storia nazionale ed internazionale di quest'arte. 
Giancarlo Bartolini Salimbeni si dedicò, con la sua maestria disegnativa, anche a creazioni per spettacoli e sceneggiati televisivi, dagli anni cinquanta alla fine degli anni Ottanta del Novecento, operando con registi come Sandro Bolchi, Daniele D'Anza, Anton Giulio Majano, Alberto Negrin, solo per citare quelli più conosciuti.
Insieme al cinema ed alla televisione, è doveroso citare anche gli allestimenti per importati teatri d'opera, dal San Carlo di Napoli alla Scala di Milano, dall'Opera di Stato di Vienna al Lyric Opera di Chicago, dalla Royal Opera House di Londra al Teatro dell'Opera di Philadelphia e al Teatro Colon di Buenos Aires, con all'interno la memorabile serie dei Falstaff diretti da Herbert von Karajan (1956-57-58).
In parallelo, Giancarlo Bartolini Salimbeni continuò l'amata attività di pittore, tenendo mostre personali a Firenze, Milano, Roma, dal 1952, anno della prima personale presso la meneghina Galleria del Naviglio di Carlo Cardazzo, fino alle soglie del Terzo Millennio.

## Carriera
Giancarlo Bartolini Salimbeni ha partecipato a 67 film curandone sia i costumi sia le scenografie. Si è dedicato soprattutto al genere peplum. Ha lavorato ripetutamente con i registi Vittorio Cottafavi, Mario Costa, Carlo Ludovico Bragaglia, Fernando Cerchio e Luigi Capuano. All'inizio della sua carriera ha lavorato anche con registi stranieri, tra gli altri i tedeschi Robert A. Stemmle (film Abbiamo vinto!, 1951) e Arthur Maria Rabenalt (La leggenda di Genoveffa, 1952), i francesi Pierre Billon (Il mercante di Venezia (Le marchand de Venise), 1953) e Bernard Borderie (Rocambole, 1963), e lo statunitense Robert Aldrich (film Sodoma e Gomorra, 1962). Nel 1971 ha ricevuto un Nastro d'argento alla migliore scenografia per il film Il giardino dei Finzi Contini con la regia di Vittorio De Sica.

## Filmografia

### Cinema
- Carmela (1942), regia di Flavio Calzavara, (costumista)
- Abbiamo vinto! (1951), regia di Robert A. Stemmle, (scenografo)
- Il boia di Lilla (1952), regia di Vittorio Cottafavi, (scenografo, costumista)
- La leggenda di Genoveffa (1952), regia di Arthur Maria Rabenalt, (scenografo, arredatore)
- Il mercante di Venezia (1953), regia di Pierre Billon, (scenografo)
- I Piombi di Venezia (1953), regia di Gian Paolo Callegari, (scenografo)
- Traviata '53 (1953), regia di Vittorio Cottafavi (scenografo, arredatore)
- Canzoni a due voci (1953), regia di Gianni Vernuccio, (arredatore)
- Gli amori di Manon Lescaut (1954), regia di Mario Costa, (scenografo, costumista)
- Il cavaliere di Maison Rouge (1954), regia di Vittorio Cottafavi, (scenografo)
- Il prigioniero del re (1954), regia di Giorgio Venturini, (scenografo, costumista)
- L'orfana del ghetto, regia di Carlo Campogalliani (1954), (scenografo, costumista)
- Figaro, il barbiere di Siviglia (1955), regia di Camillo Mastrocinque, (costumista)
- Il falco d'oro, regia di Carlo Ludovico Bragaglia (1955) costumista
- La vedova X, regia di Lewis Milestone (1955) (costumista e scenografo)
- La trovatella di Milano (1956), regia di Giorgio Capitani, (costumista e scenografo)
- Giovanni dalle bande nere (1956), regia di Sergio Grieco, (costumista)
- La Gerusalemme liberata (1958), regia di Carlo Ludovico Bragaglia, (costumista)
- Afrodite, dea dell'amore (1958), regia di Mario Bonnard, (costumista)
- La spada e la croce (1958), regia di Carlo Ludovico Bragaglia (architetto-scenografo)
- Il cavaliere del castello maledetto (1959), regia di Mario Costa, (costumista)
- La scimitarra del Saraceno (1959), regia di Piero Pierotti (costumista)
- Annibale (1959), regia di Carlo Ludovico Bragaglia, (costumista)
- Il terrore della maschera rossa (1959), regia di Luigi Capuano, (architetto-scenografo, costumista)
- I pirati della costa, regia di Domenico Paolella (1960), (costumista e scenografo)
- I cosacchi (1960), regia di Giorgio Venturini e Viktor Tourjansky, (costumista)
- Il cavaliere dai cento volti (1960), regia di Pino Mercanti, (costumista)
- Il sepolcro dei re (1960), regia di Fernando Cerchio, (costumista)
- La donna dei faraoni (1960), regia di Viktor Tourjansky, (costumista)
- La Venere dei pirati (1961), regia di Mario Costa, (costumista)
- Il sicario (1961), regia di Damiano Damiani, (scenografo)
- Nefertiti, regina del Nilo (1961), regia di Fernando Cerchio, (costumista)
- Ursus nella valle dei leoni (1961), regia di Carlo Ludovico Bragaglia, (costumista)
- Ursus e la ragazza tartara (1961), regia di Remigio Del Grosso, (costumista)
- Il terrore dei mari (1961), regia di Domenico Paolella, (architetto-scenografo)
- Costantino il grande (1962), regia di Lionello De Felice, (costumista)
- Il figlio dello sceicco (1962), regia di Mario Costa (scenografo, costumista)
- Sodoma e Gomorra (1962), regia di Robert Aldrich, (costumista)
- La tigre dei sette mari (1962), regia di Luigi Capuano, (costumista)
- Il colpo segreto di d'Artagnan (1962), regia di Siro Marcellini, (costumista)
- Venere imperiale (1962), regia di Jean Delannoy, (costumista)
- Col ferro e col fuoco (1963), regia di Fernando Cerchio, (costumista)
- Rocambole (1963), regia di Bernard Borderie, (scenografo, costumista)
- Totò e Cleopatra (1963), regia di Fernando Cerchio, (costumista)
- Il boia di Venezia (1963), regia di Luigi Capuano, (scenografo, costumista)
- Il Leone di San Marco (1963), regia di Luigi Capuano, (scenografo, costumista)
- Sandokan, la tigre di Mompracem (1963), regia di Umberto Lenzi, (costumista)
- Totò contro il pirata nero (1964), regia di Fernando Cerchio, (scenografo, costumista)
- Totò contro Maciste (1964), regia di Fernando Cerchio, (costumista)
- Sandokan alla riscossa (1964), regia di Luigi Capuano, (architetto-scenografo, costumista)
- I pirati della Malesia (1964), regia di Umberto Lenzi, (costumista)
- Sandokan contro il leopardo di Sarawak (1964), regia di Luigi Capuano, (architetto-scenografo, costumista)
- I complessi (1965), regia di Luigi Filippo D'Amico, (segmento "Il complesso della schiava nubiana") (scenografo)
- Una questione d'onore (1966), regia di Luigi Zampa, (arredatore, costumista)
- Superargo contro Diabolikus, regia di Nick Nostro (1966) (scenografo)
- Il fischio al naso (1967), regia di Ugo Tognazzi, (architetto-scenografo)
- Sentenza di morte (1968), regia di Mario Lanfranchi, (costumista)
- Giovinezza, giovinezza (1969), regia di Franco Rossi, (scenografo, costumista)
- La tenda rossa (1969), regia di Mikhail Kalatozov, (architetto-scenografo)
- Il giardino dei Finzi Contini (1970), regia di Vittorio De Sica, (scenografo, costumista)
- Il sindacalista (1972), regia di Luciano Salce, (architetto-scenografo, costumista)
- Lo chiameremo Andrea (1972), regia di Vittorio De Sica, (scenografo, costumista)
- La calandria (1972), regia di Pasquale Festa Campanile, (scenografo, costumista)
- Rugantino (1973), regia di Pasquale Festa Campanile, (scenografo)
- Amore e ginnastica (1973), regia di Luigi Filippo D'Amico, (scenografo, costumista)

- I guappi (1974), regia di Pasquale Squitieri, (scenografo, costumista)
- Il bacio (1974), regia di Mario Lanfranchi, (scenografo, costumista)
- Il deserto dei tartari (1976), regia di Valerio Zurlini, (scenografo, arredatore, costumista)
- Il prefetto di ferro (1977), regia di Pasquale Squitieri, (scenografo, costumista)
- La locandiera (1980), regia di Paolo Cavara, (scenografo, costumista)
- Il turno (1982), regia di Tonino Cervi, (scenografo)

### Televisione
- Capitan Fracassa, regia di Anton Giulio Majano, 1958 (costumi)
- Fuente Ovejuna, regia di Anton Giulio Majano, 1958 (costumi)
- L'isola del tesoro, regia di Anton Giulio Majano, 1959 (costumi)
- Ottocento, regia di Anton Giulio Majano, 1959 (costumi)
- PEP (Piccola Enciclopedia Panelli), regia di Daniele D'Anza, 1960 (scenografia, costumi)
- La brocca rotta, regia di Sandro Bolchi, 1961 (costumi)
- La vita è sogno, regia di Sandro Bolchi, 1961 (costumi)
- La fiera delle vanità, regia di Anton Giulio Majano, 1967 (costumi)
- Cristoforo Colombo, regia di Vittorio Cottafavi, 1968 (costumi)
- FBI - Francesco Bertolazzi investigatore, regia di Ugo Tognazzi, 1970 (scenografia, costumi)
- Il potere e la gloria, regia di Marco Ferrero, 1970 (scenografia, costumi)
- Carlo Gozzi, regia di Sandro Bolchi, 1973 (costumi)
- La scuola delle mogli, regia di Vittorio Cottafavi, 1973 (scenografia, costumi)
- Il marsigliese, regia di Giacomo Battiato, 1975 (scenografia, costumi)
- La spia del regime, regia di Alberto Negrin, 1976 (scenografia, costumi)
- Il processo a Maria Tarnowska, regia di Giuseppe Fina, 1977 (costumi)
- Don Giovanni in Sicilia, regia di Guglielmo Morandi (1977) (costumi)
- Disonora il padre, regia di Sandro Bolchi, 1977 (scenografia, costumi)
- Il signore di Ballantrae, regia di Anton Giulio Majano, 1978 (scenografia, costumi)
- L'esclusa, regia di Piero Schivazappa, 1979 (costumi)
- Il borgomastro di Furnes, regia di José Quaglio, 1979 (scenografia, costumi)
- Gelosia, di Leonardo Cortese, 1980 (scenografia, costumi)
- Quell'antico amore, regia di Anton Giulio Majano, 1981 (scenografia, costumi)
- Fregoli, regia di Paolo Cavara, 1981 (scenografia, costumi)
- La freccia nel fianco, regia di Giovanni Fago, 1982 (scenografia, costumi)
- Dieci registi italiani, dieci racconti italiani (1983), episodio Inverno di malato (scenografia, costumi)
- Lulù, regia di Sandro Bolchi, 1985 (scenografia, costumi)
- Una donna a Venezia, regia di Sandro Bolchi, 1986 (scenografia)
- Una donna spezzata, regia di Marco Leto, 1987 (scenografia)
- Un'australiana a Roma, regia di Sergio Martino, 1989 (scenografia)

## Opere liriche
- Il matrimonio segreto, regia di Alessandro Brissoni, Teatro San Carlo, Napoli, 1952 (scenografia)
- Falstaff, regia di Maner Lualdi, Maggio Musicale Fiorentino, 1955 (scenografia e costumi)
- Falstaff, regia di Herbert von Karajan, Teatro alla Scala, Milano, 1956 (scenografia e costumi, nuovo allestimento)
- Falstaff, regia di Herbert von Karajan, Opera di Stato di Vienna, 1957 (scenografia e costumi, nuovo allestimento)
- Falstaff, regia di Herbert von Karajan, Festival di Salisburgo, 1958 (scenografia e costumi, nuovo allestimento)
- Matrimonio in convento, regia di Alessandro Brissoni, Teatro di Corte, Napoli, 1958 (scenografia)
- Simon Boccanegra, regia di Tito Gobbi, Lyric Opera, Chicago, 1964 (scenografia e costumi)
- Simon Boccanegra, regia di Tito Gobbi, Royal Opera House, Londra, 1965 (scenografia e costumi, nuovo allestimento)
- Otello, regia di Tito Gobbi, Lyric Opera, Chicago, 1966 (scenografia e costumi)
- Falstaff, regia di Alessandro Brissoni, Teatro Verdi, Trieste, 1967 (scenografia e costumi)
- La rondine, regia di Mario Lanfranchi, Teatro dell'Opera, Filadelfia, 1969 (scenografia e costumi)
- Lucrezia Borgia, regia di Mario Lanfranchi, Teatro dell'Opera, Filadelfia, 1969 (scenografia e costumi)
- I Capuleti e i Montecchi, regia di Renzo Frusca, Teatro dell'Opera, Filadelfia, 1970 (scenografia e costumi)
- Falstaff, regia di Tito Gobbi, Opera Forum, Enschede, 1975 (scenografia e costumi, nuovo allestimento)
- Falstaff, regia di Constantino Juri, Teatro Colon, Buenos Aires, 1982 (scenografia e costumi, nuovo allestimento)

## Riconoscimenti
- Nastro d'argento
  - 1971 – Migliore scenografia per Il giardino dei Finzi Contini